# Gerarchia degli angeli

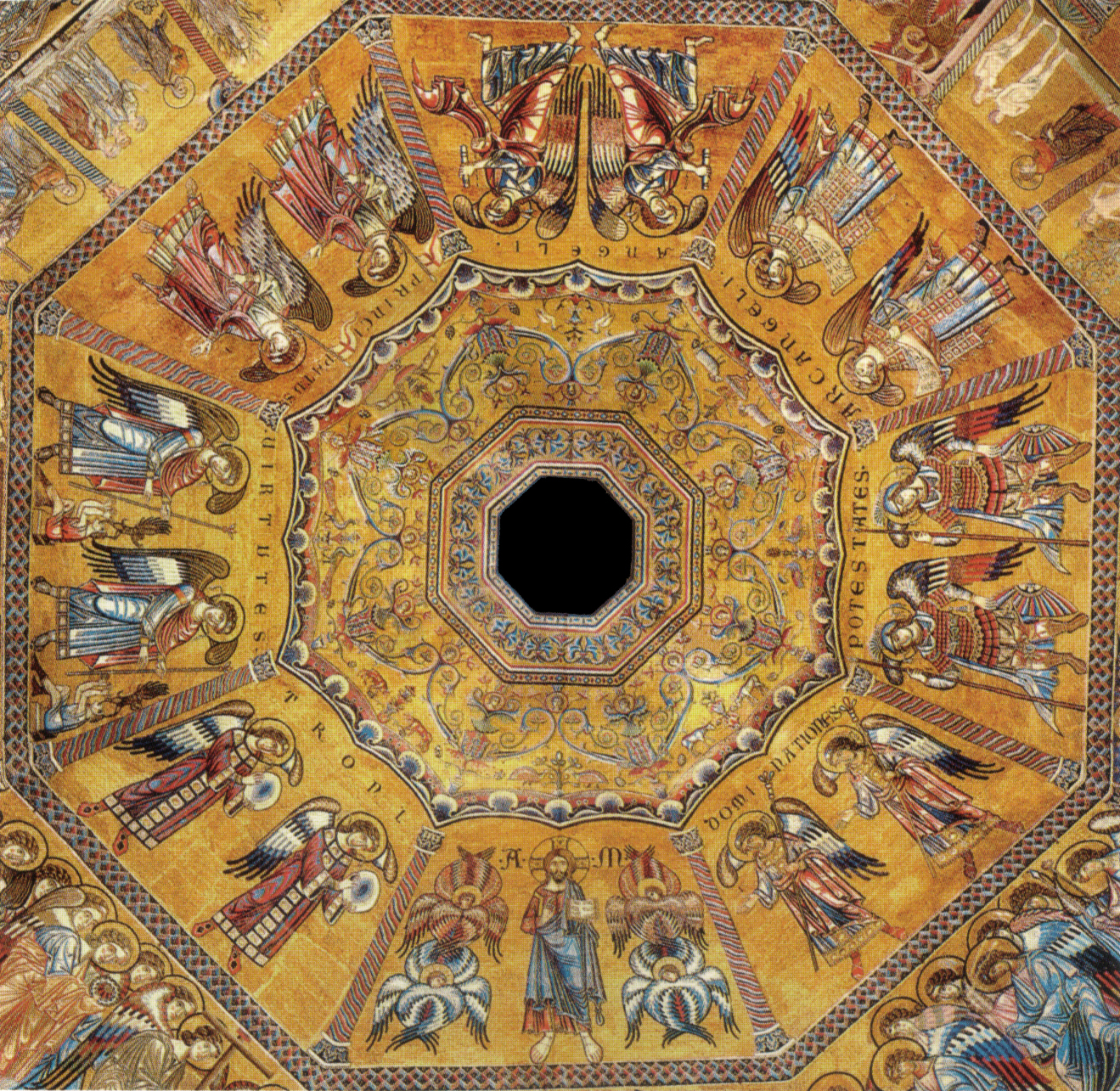
Le Gerarchie angeliche nei mosaici del battistero di Firenze (XIII secolo). Dall'alto in senso orario: Angeli, Arcangeli, Potestà, Dominazioni, Cherubini e Serafini, Troni, Virtù, Principati

Secondo la tradizione ebraica e successivamente cristiana, gli angeli sono organizzati in una gerarchia di differenti ordini, detti nel medioevo cori angelici.
Queste gerarchie consistono in entità intermedie tra Dio e gli uomini, in quanto collegano e descrivono il rapporto esistente fra l'assoluta trascendenza divina e la sua attività nel mondo.
Lo Pseudo-Dionigi l'Areopagita, nel libro De coelesti hierarchia, indica alcuni passaggi del Nuovo Testamento, nello specifico la Lettera agli Efesini e la Lettera ai Colossesi, sulla cui base costruire uno schema di tre gerarchie, sfere o triadi di angeli, ognuna delle quali contiene tre ordini o cori. In decrescente ordine di potenza esse sono:
- Prima gerarchia: Serafini, Cherubini, Troni.
- Seconda gerarchia: Dominazioni, Virtù, Potestà.
- Terza gerarchia: Principati, Arcangeli, Angeli.

A partire da antiche tradizioni misteriche, ogni gerarchia era identificata inoltre con una delle orbite degli astri, dalle quali proveniva un coro, un'armonia recondita conosciuta come «musica delle sfere».

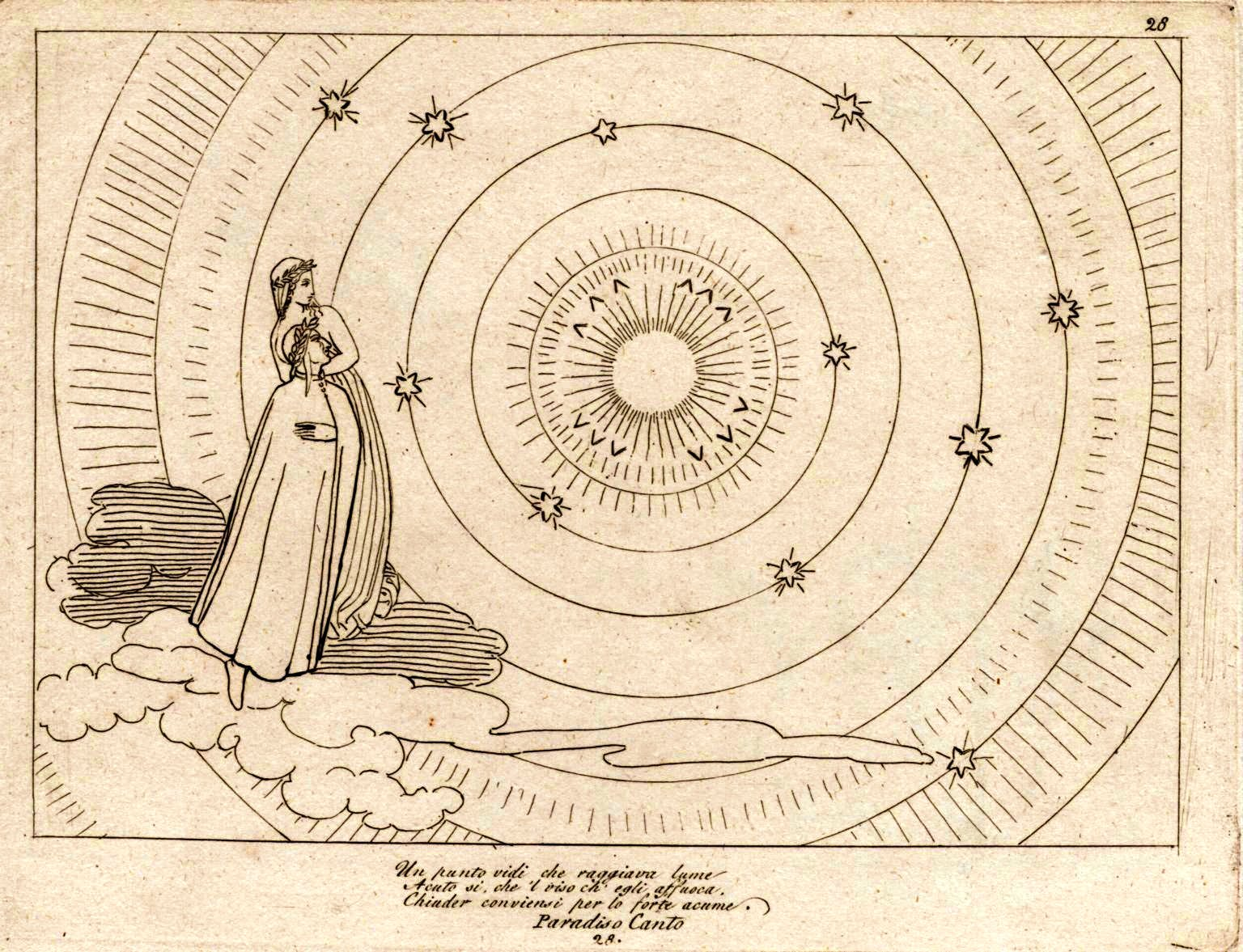
Nel canto ventottesimo del Paradiso dantesco è esplicita l'identificazione delle Gerarchie con le sfere celesti, disposte in cerchi concentrici attorno a Dio: «un punto vidi che raggiava lume /
acuto sì, che 'l viso ch'elli affoca /
chiuder conviensi per lo forte acume; /
e quale stella par quinci più poca, /
parrebbe luna, locata con esso /
come stella con stella si collòca» (vv. 16-21).

## Origini e fortuna della gerarchie angeliche

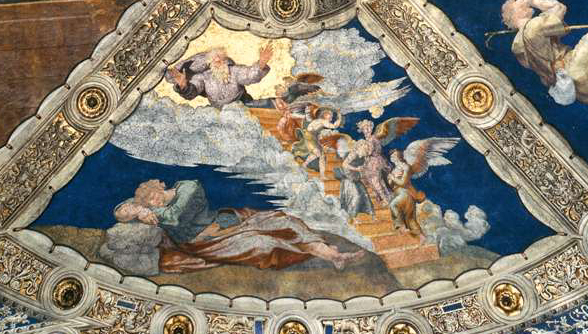
La scala di Giacobbe secondo Raffaello

Un primo accenno alle Gerarchie si ha nell'Antico Testamento, dove gli angeli, pur comparendo all'inizio come semplici controfigure di Jahvè, ed acquistando solo in seguito i connotati di entità distinte, nel sogno di Giacobbe appaiono posizionati su una scala che unisce il cielo alla terra.
La loro presenza sarà più esplicita negli scritti ebraici diffusi fra il III secolo a.C. e il V secolo successivo, quali Hekhalot, ed il Libro di Enoch, dove l'ascesa al cielo dell'omonimo patriarca è descritta come l'attraversamento di successive schiere angeliche fino alla visione beatifica del Nome.

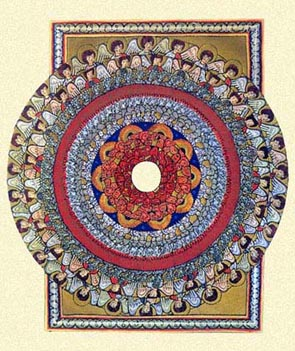
I 9 cori angelici, miniatura dal breviario di Ildegarda di Bingen (1098-1179)

La figura degli angeli, tuttavia, potrebbe avere anche un'origine pre-biblica, nutrendosi di antiche conoscenze sapienziali, astrologiche, ed esoteriche riguardanti esseri divini e soprannaturali, appartenenti alle culture persiana, assiro-babilonese, egiziana, spogliandosi in seguito delle diverse connotazioni politeistiche.
All'inizio dell'era cristiana l'angelologia veniva coltivata soprattutto dagli gnostici. Paolo di Tarso, pur polemizzando contro costoro, rappresentò la fonte principale del Nuovo Testamento da cui attingerà la futura angelologia cristiana utilizzando i suoi stessi accenni (Rom 8,38-40, 1 Cor 15,24, Col 1,16, Ef 1,21). Il testo di riferimento più famoso su questo tema sarà appunto il De coelesti hierarchia. Occorre considerare inoltre i contributi della filosofia classica e neoplatonica, tra cui il concetto di dynamis della metafisica di Proclo, negli influssi sull'angelologia cristiana.
La Chiesa cattolica cercò di limitare il culto degli angeli ai tre soli citati nella Bibbia, dirigendo la pietà dei fedeli solo verso l'angelo custode. Si deve in ogni caso a Papa Gregorio la diffusione in Occidente delle gerarchie angeliche descritte dallo Pseudo-Dionigi l'Areopagita, anche se collocate in un ordine diverso da quello indicato da quest'ultimo.
Nel Medioevo altri schemi furono proposti, spesso collegati a considerazioni di natura astrologica e cosmologica. Riallacciandosi ancora a Dionigi, Tommaso d'Aquino scriveva nel XIII secolo:
(Tommaso d'Aquino, Summa teologica, I, 108, 6)
Secondo ulteriori concezioni astrologiche ed esoteriche, risalenti a remote dottrine iniziatiche e riprese anche da Dante Alighieri nella sua Divina Commedia, ogni gerarchia angelica dominava su una delle nove sfere celesti ruotanti al di sopra della Terra, da intendere come le orbite planetarie di luoghi celesti di cui i diversi pianeti non sarebbero che una manifestazione riduttiva a livello fisico. È questa una delle rappresentazioni più recenti dell'angelologia sviluppatasi a partire dalla scuola antroposofica creata dall'esoterista Rudolf Steiner.

## Prima sfera

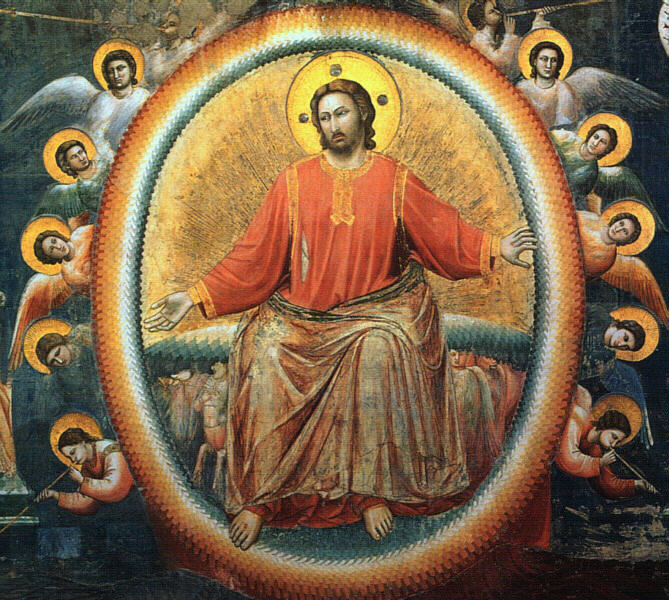
Cristo circondato dai Serafini, dal Giudizio universale di Giotto (1306)

«[...] I cerchi primi

t'hanno mostrato Serafi e Cherubi.

Così veloci seguono i suoi vimi,

per somigliarsi al punto quanto ponno;

e posson quanto a veder son soblimi.

Quelli altri amori che 'ntorno li vonno,

si chiaman Troni del divino aspetto,

per che 'l primo ternaro terminonno.»

(Divina Commedia, Paradiso, XXVIII, 98-108)

### Serafini
I Serafini (nome ebraico Seraphim) appartengono al più alto ordine di Angeli, quello situato nel cielo del Primo mobile, o cristallino, il più vicino a Dio. Dall'Empireo ricevono in forma immediata le idee e le direttive con cui far evolvere un complesso cosmico.
La Bibbia li raffigura come angeli dotati di sei ali: due per volare, due per coprirsi il volto e due per coprirsi i piedi. Cantano continuamente le lodi di Dio: «Santo, Santo, Santo è il Signore degli eserciti. Tutta la terra è piena della Sua gloria».
È anche detto che cantano la musica delle sfere, regolando il movimento del cielo, così come loro comandato, e che ardendo di amore e zelo per Dio, emanano una luce così potente e brillante che nessuno, se non occhi divini, può guardarli.
Francesco d'Assisi viene anche appellato "Serafico" perché, al momento di ricevere le stigmate, il Cristo gli apparve in una visione in cui si mostrava Crocefisso e velato da sei ali come un Serafino; e dalle Sue mani, piedi e costato, partirono i raggi che segnarono il corpo di Francesco rendendolo simile a Lui.
I serafini vengono menzionati alcune volte nella Bibbia solo nel libro di Isaia. Secondo Tommaso d'Aquino, i serafini presiedevano alla carità e i cherubini alla scienza.

### Cherubini

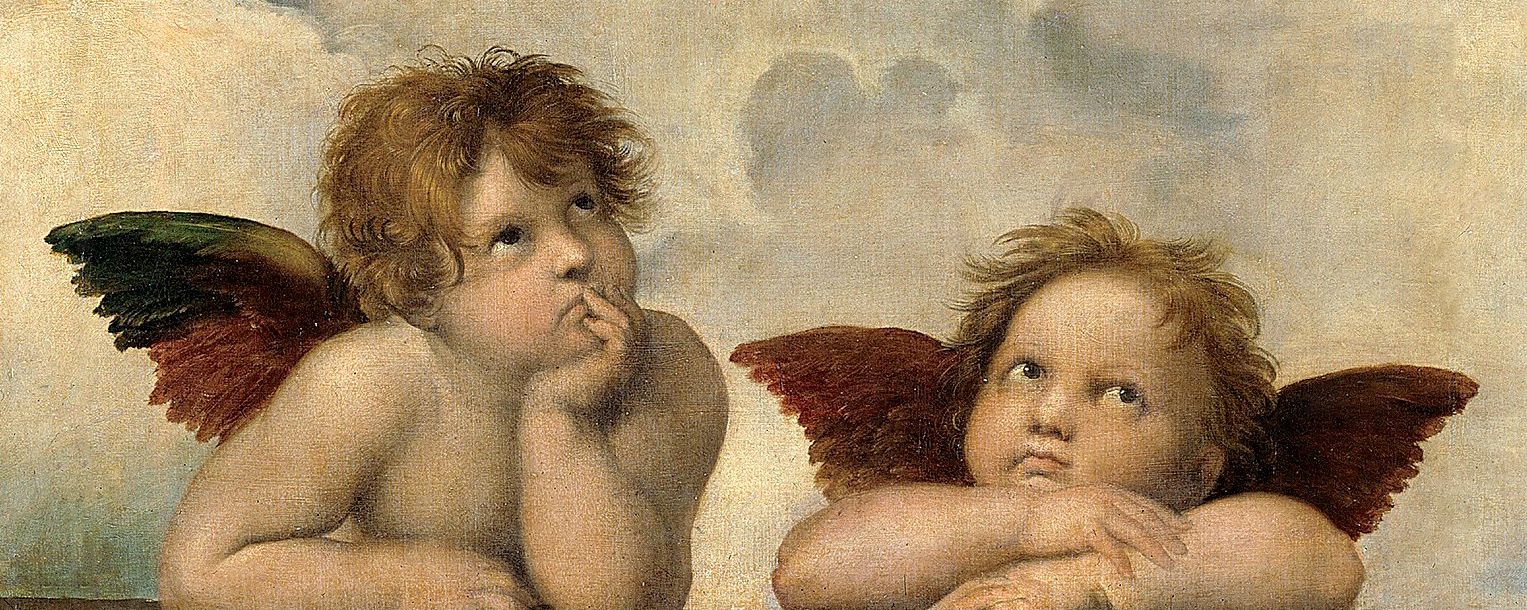
Due cherubini in un celebre dipinto di Raffaello.

I Cherubini (nome ebraico Cherubim) risiedono oltre il trono di Dio, nelle profondità del firmamento, o cielo stellato dello zodiaco (Ottavo Cielo); sono perciò i guardiani della luce e delle stelle. Essi rielaborano le intuizioni immediate dei Serafini traducendole in riflessioni e pensieri di saggezza riguardanti l'evoluzione dei sistemi planetari.
La Bibbia li raffigura come esseri con quattro ali e quattro facce, ovvero una umana, una di bue, una di leone ed infine una di aquila. I Cherubini vengono inoltre descritti come angeli dediti alla protezione, posti a guardia dell'Eden e del trono di Dio. Ad essi è attribuita una perfetta conoscenza di Dio, superata soltanto dall'amore di Dio dei Serafini.
Sempre secondo la Bibbia, le sculture di due Cherubini contrapposti erano rappresentate sul coperchio dell'Arca dell'Alleanza. Essi vengono menzionati di solito al plurale, ma anche al singolare.

### Troni

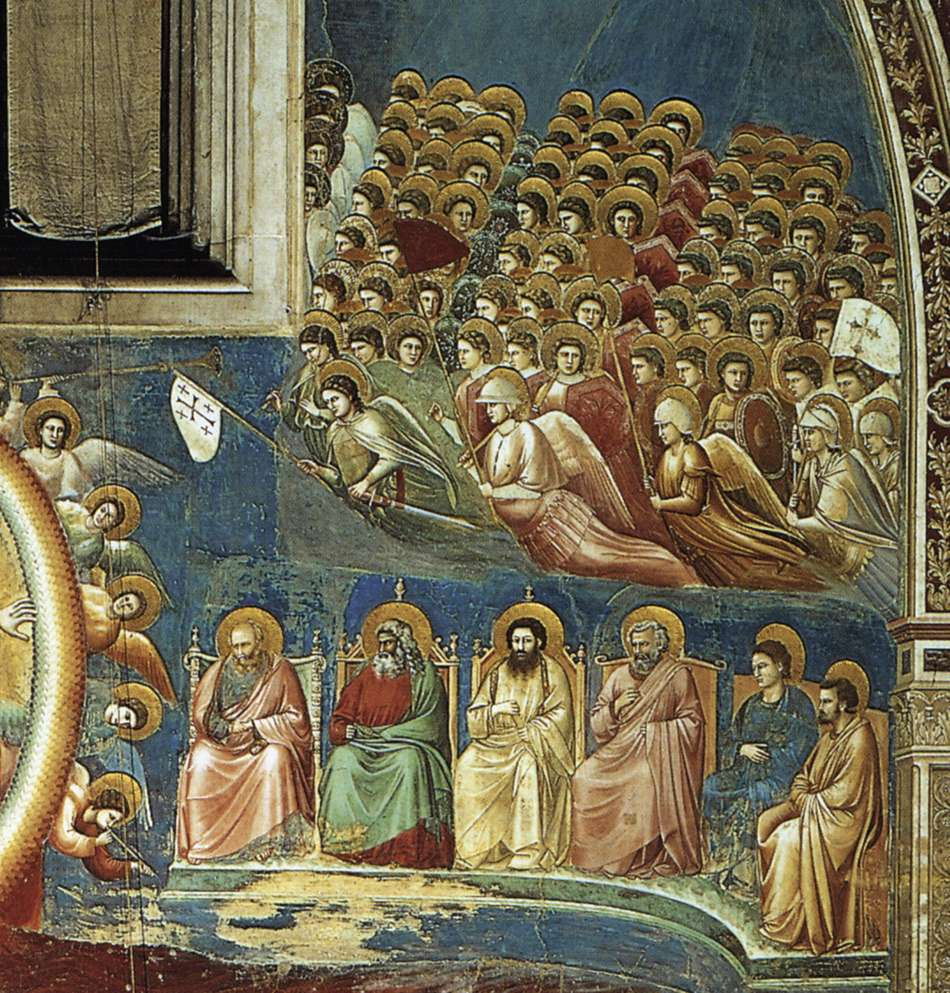
Schiere angeliche nel Giudizio universale di Giotto: Virtù, Dominazioni, Troni e Cherubini, ciascuno guidato dal rispettivo vessillifero, siedono alla destra di Cristo

I Troni (in ebraico ophanim, in greco Thronoi) sono esseri angelici dalla forma mutevole e dagli infiniti colori. Il loro luogo spirituale è il settimo cielo, che corrisponde all'orbita di Saturno. Il loro compito è quello di tradurre in opera la sapienza e il pensiero elaborato dai Cherubini.
Vengono descritti dalla Bibbia come ruote intersecate ad altre ruote, delle quali se una si muove avanti e indietro, l'altra si muove da un lato all'altro. Si tratta di ruote dotate di innumerevoli occhi, secondo l'immagine presente nel libro di Ezechiele, dove il profeta Ezechiele descrive la visione dei cieli; il profeta non descrive esplicitamente queste ruote come angeli, ma come oggetti o "creature viventi" che possiedono uno spirito.
L'apostolo Paolo usa il termine troni nella lettera ai Colossesi.

Secondo Steiner, si deve ai Troni il fatto che l'universo esista in forma fisica così come lo conosciamo, grazie all'emanazione della loro stessa sostanza di calore, sviluppatasi in densità.

## Seconda sfera
«In essa gerarchia son l'altre dee: 

prima Dominazioni, e poi Virtudi; 

l'ordine terzo di Podestadi èe.»

(Divina Commedia, Paradiso, XXVIII, 121-123)

### Dominazioni
Le Dominazioni (in ebraico hashmallim, in greco Kyriotetes) esercitano la loro influenza a partire dalla sfera orbitante di Giove. Esse hanno l'incarico di regolare i compiti degli angeli inferiori. Ricevono i loro ordini dai Serafini, Cherubini o direttamente da Dio, e devono assicurarsi che il cosmo sia sempre in ordine.
Pseudo Dionigi usò il nome di Dominazioni per indicare una categoria di "intelligenze celesti" libere da qualsiasi legame con le dimensioni più basse, e volta interamente verso l'Essere Sovrano. Sono gli angeli ai quali Dio affida la forza del dominare. Si suppone essi compongano l'esercito dell'Apocalisse, e da loro dipendano l'ordine universale e la disciplina ferrea alla quale gli angeli inferiori si rivolgono per mantenerlo.
Il termine dominazioni è usato da Paolo di Tarso nella lettera ai Colossesi.

### Virtù
Le Virtù, anche chiamate "Fortezze" (in greco Dynameis) risiedono nella sfera orbitale di Marte. Per Dionigi, «il nome delle sante Virtù significa coraggio saldo e intrepidità in tutte le attività, un coraggio che mai si stanca di accogliere le illuminazioni donate dal Principio divino».
Sono menzionati da Paolo di Tarso nella Lettera agli Efesini (1,21). Spiriti combattenti, che presiedono ai grandi cambiamenti della storia, nella prospettiva esoterica dell'antroposofia di Rudolf Steiner le Virtù definiscono l'archetipo, in termini di qualità specifiche, degli elementi creati, in quanto si deve a loro tutto ciò che nel creato muta e si evolve, come ad esempio la trasformazione del seme in una pianta.

### Potestà

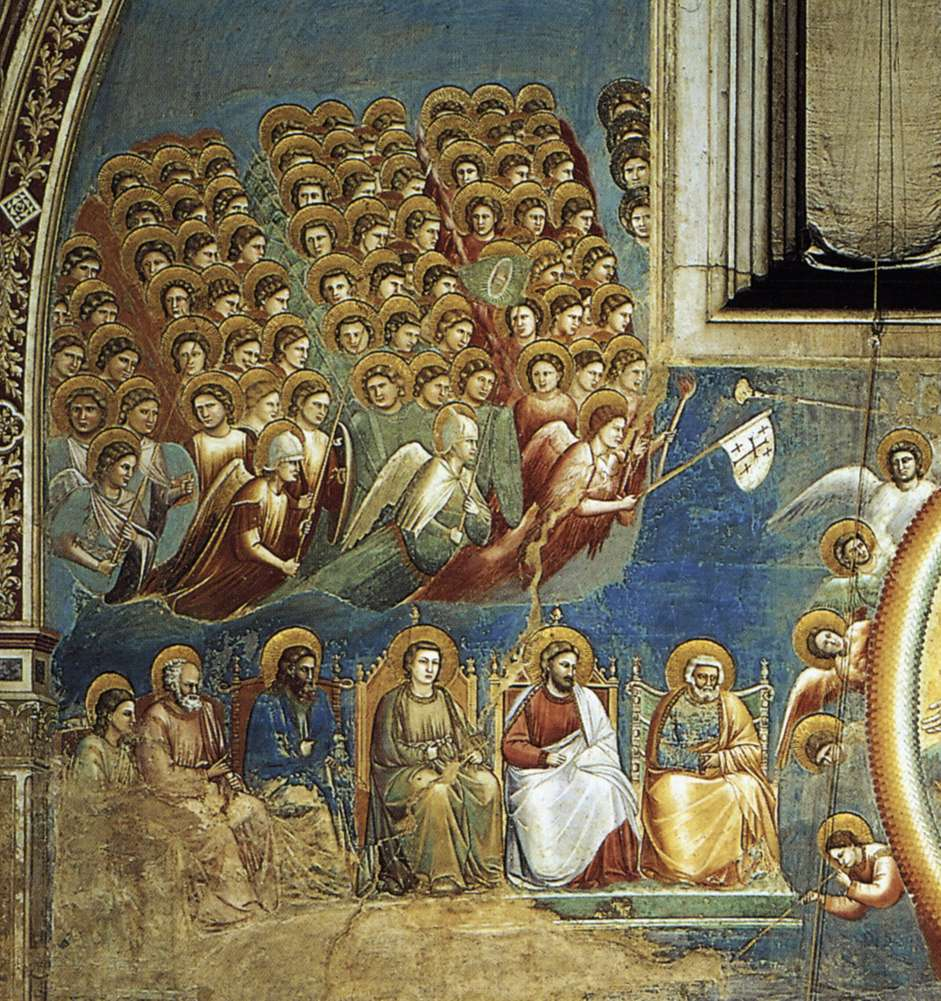
Schiere angeliche nel Giudizio universale di Giotto: Angeli, Arcangeli, Principati e Potestà siedono alla sinistra di Cristo

Le Potestà (in ebraico Elohim, in greco Exusiai) estendono il loro dominio sul Sole. Descritti dalla Bibbia come esseri angelici dai molti colori, simili a vapori nebbiosi, sono gli elementi portanti della coscienza e i custodi della storia. Sono descritti da Dante come accademicamente guidati e interessati alla sapienza, a discipline quali filosofia, teologia, religione, e ai documenti che appartengono a questi studi. In una prospettiva esoterica, le Potestà si occupano di guidare l'evoluzione della Terra verso una successiva epoca cosmica, pianificando e sorvegliando lo sviluppo e la distribuzione di poteri all'umanità. Nella credenza popolare essi sono gli angeli che accompagnano le decisioni dei padri e li consigliano nella cura della famiglia.
Paolo di Tarso usa il termine potestà nella lettera ai Colossesi e nella lettera agli Efesini. Egli tuttavia usa sia il termine potenza che autorità nella lettera agli Efesini, per riferirsi a questo tipo di angeli: le potenze svilupperebbero le ideologie, laddove le autorità scrivono i documenti e le dottrine.
Entrambe sono comunque coinvolte nella formulazione delle ideologie. Mentre però le potenze comprendono tutto, le autorità si focalizzano su particolari linee di conoscenza, specializzandosi nel codificare quelle idee, e nella produzione di documenti concettuali a quelle inerenti.

## Terza sfera
«Poscia ne' due penultimi tripudi 

Principati e Arcangeli si girano; 

l'ultimo è tutto d'Angelici ludi.»

(Divina Commedia, Paradiso, XXVIII, 124-126)
Alla terza sfera appartengono quegli angeli che assolvono la funzione di messaggeri del Cielo.

### Principati
I Principati (in greco Archai) esercitano i loro influssi dall'orbita di Venere. Esseri angelici dalla forma simile a raggi di luce, si trovano oltre il gruppo degli arcangeli. Sono gli spiriti della storia e del tempo, guardiani delle nazioni e delle contee, e di tutto quello che concerne i loro problemi ed eventi, inclusa la politica, i problemi militari, il commercio e lo scambio.
Paolo usa il termine principati nelle lettere ai Colossesi e agli Efesini.
Il compito dei Principati consiste nell'ispirare la nascita di nuove idee o invenzioni in grado di segnare una certa epoca, facendo anche in modo che l'uomo acquisisca sempre più consapevolezza del suo periodo storico, per trovare in questo il suo posto, non lasciandosi trascinare dal progresso della civiltà, bensì appropriandosene, per vivere pienamente il destino in cui si trova collocato.

### Arcangeli
Gli Arcangeli, il cui influsso giunge fino a Mercurio, appartengono al secondo ordine della terza sfera; questi angeli tendono ad essere i più grandi consiglieri e amministratori inviati dal Cielo. Un arcangelo ha normalmente un ruolo di grande importanza nei riguardi dell'uomo. Secondo l'angelologia dello Pseudo-Dionigi, tuttavia, gli arcangeli stanno appena sopra l'ordine più basso, quello degli angeli comuni. Nella prospettiva antroposofica, i compiti degli arcangeli consistono nell'ispirare e proteggere grandi gruppi di persone, come nazioni, popolazioni o gruppi etnici; essi perciò sono chiamati anche spiriti del popolo. Ciò li distingue dagli Angeli, che invece si occupano dei singoli individui (angeli custodi) o dei piccoli gruppi.
La parola «arcangelo» è usata solamente due volte nelle Scritture, ma vi sono alcuni riferimenti nella Septuaginta. La presenza di sette arcangeli maggiori, che presiedono a tutti gli altri, è invece un'antica tradizione dell'angelologia di matrice giudaica, risalente al Libro di Tobia e a quello di Enoch.
In particolare, in Tobia 12:15 san Raffaele afferma di appartenere ai sette santi angeli (in greco: ἁγίων ἀγγέλων; trasl.: agíōn angélōn) ammessi ad essere presenti al cospetto dei santi e alla maestà del Santo di Dio, il Signore Gesù. Tale versetto risulta da confrontarsi con l'altro termine greco di 1 Tessalonicesi 4:16 (in greco: ἀρχαγγέλου; trasl.: arkhangélu), l'arcangelo dell'ultima tromba prima del Giudizio Finale. Questi opera con lo strumento divino come un medico che guarisce e riporta in vita i corpi, mentre annuncia il segno di Dio che è uno dei "sette spiriti" di 5.5 (ἑπτὰ Πνεύματα; trasl. hepta' Pneumata) che sono i sette "occhi di Dio" sulla creazione visibile, gli angeli custodi del creato e del genere umano deputati all'annuncio dei segni dei tempi a venire: sette sigilli, sette coppe, sette angeli con altrettante trombe di Dio. Il numero di sette arcangeli è associabile alla santa assenza di peccato che li ammette alla piena di visione di Dio, così come al privilegio di sette angeli di conoscere e poter preannunciare il futuro, causando gli stessi miracoli di Gesù Cristo, a partire dalla Resurrezione dei morti prima del Giudizio Finale. Tuttavia, la Bibbia ne menziona esplicitamente e in modo personale soltanto uno: Michele . Contrariamente alla credenza popolare, Gabriele nella Bibbia è titolato semplicemente come "angelo" e mai come "arcangelo" ; anche Raffaele è titolato semplicemente come "angelo" , inoltre è menzionato nel solo Libro di Tobia, uno dei libri deuterocanonici, questo pertanto riconosciuto come canonico per i cattolici e gli ortodossi, ma apocrifo per gli ebrei e i protestanti.

### Angeli

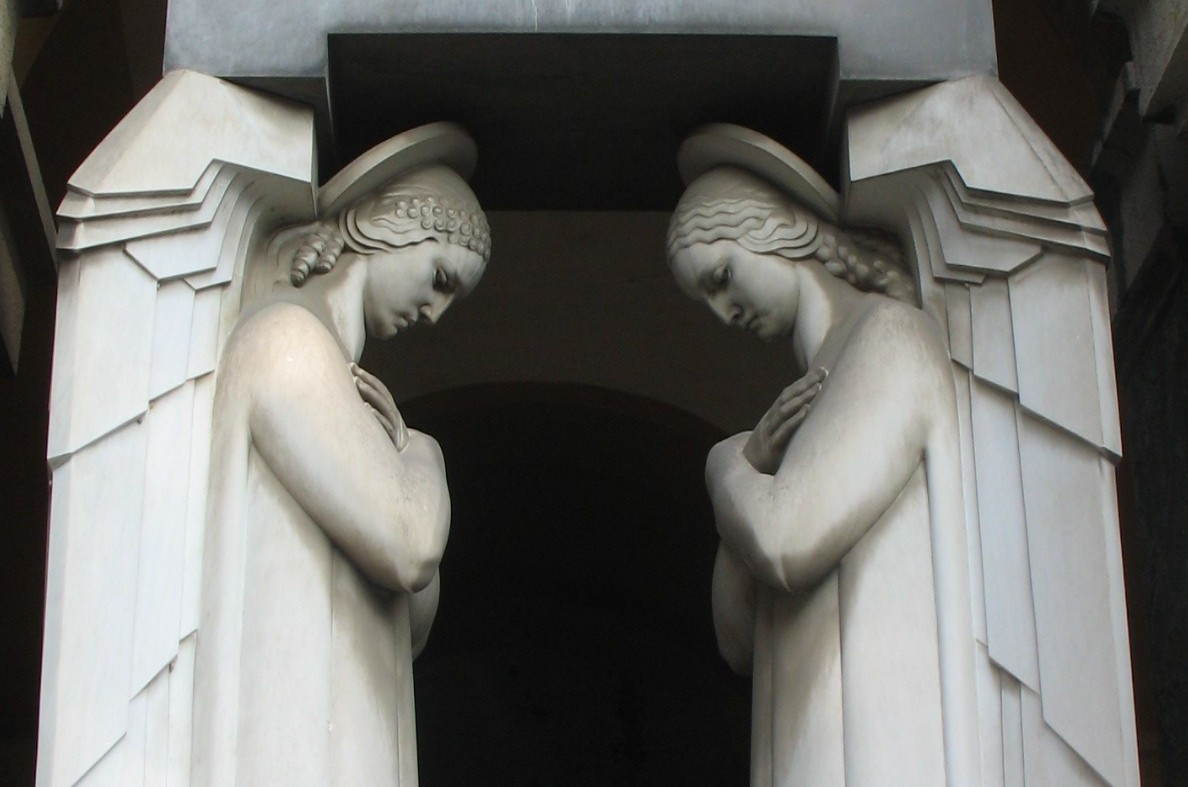
Gruppo marmoreo con angeli al cimitero monumentale di Staglieno

Gli Angeli appartengono all'ordine più basso della gerarchia; sono i più vicini agli uomini e ai singoli individui, sovraintendendo a tutte le loro occupazioni. Risiedono infatti nello spazio cosmico più prossimo alla Terra, quello della Luna.
Rappresentano la coscienza della singola persona, custodendo la memoria della sua vita e, in un'ottica esoterica, delle sue diverse incarnazioni. All'interno della categoria degli angeli ci sono, in ogni caso, differenze di molti tipi. Gli angeli vengono sovente inviati come messaggeri agli uomini. La parola "angelo" proviene dal greco anghelos, cioè "messaggero".
Nel cattolicesimo, tutte le gerarchie angeliche vengono lodate dall'umanità grazie alla corona angelica, una corona simile ad un rosario, con la quale si pregano gli angeli di ogni gerarchia e si chiede loro di intercedere presso Dio per ottenere delle grazie. Essa consente inoltre di ricevere, in particolari giorni, anche delle indulgenze.

## Gerarchia angelica ebraica
Maimonide, nel suo Mishneh Torah: Yesodei ha-Torah, conta dieci ranghi di angeli nella gerarchia angelica ebraica, iniziando dal più alto:
| Rango | Angelo           | Note                                              |
| ----- | ---------------- | ------------------------------------------------- |
| 1     | Chayot Ha Kodesh |                                                   |
| 2     | Ophanim          |                                                   |
| 3     | Erelim           | Vedi Libro di Isaia 33:7                          |
| 4     | Hashmallim       | Vedi Libro di Ezechiele 1:4                       |
| 5     | Seraphim         | Vedi Libro di Isaia 6                             |
| 6     | Malakhim         | Messaggeri, angeli                                |
| 7     | Elohim           | "Esseri divini"                                   |
| 8     | Bene Elohim      | "Figli di esseri divini"                          |
| 9     | Cherubini        | Vedi Talmud Hagigah 13b                           |
| 10    | Ishim            | "esseri antropomorfi", vedi Libro di Daniele 10:5 |

Senza fornire il nome proprio di persona, la parola "angelo" (del Signore, di Dio) ricorre oltre 100 volte nell'Antico Testamento.
In esso sono rintracciabili diverse modalità con cui si parla di Dio e degli Angeli.

### Gerarchia angelica cabalistica

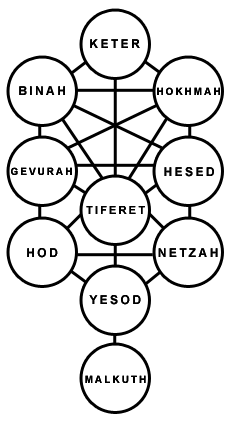
L'Albero della vita (Cabala)

Nell'ebraismo, inoltre, l'angelologia cercò indizi di supporto nella Bibbia e trovò la sua piena fioritura nella cabala. Nella scuola cabalistica di Gerona, ambiente catalano del XII secolo, l'assegnazione di un angelo a 72 segmenti dello zodiaco, ognuno di 5°, consentì la formulazione di oroscopi inculturando le tradizioni astrologiche pagane, diffuse dal Tetrabiblos di Claudio Tolomeo, e aggirando così il divieto per i pii ebrei di prestar fede alle stelle dello zodiaco. Il numero 72 o il suo multiplo 216 era associato al nome di Dio Shemhamphorasch, creato prendendo una o tre lettere dai nomi dei 72 angeli.
Secondo la Cabala, come descritta dall'Ordine ermetico dell'alba dorata, associazione esoterica del XIX secolo, ogni coro di angeli della gerarchia ebraica è comandato da un arcangelo ed è in corrispondenza con uno dei sephirot.
| Rango | Coro di Angeli  | Traduzione         | Arcangelo  | Sephirah |
| ----- | --------------- | ------------------ | ---------- | -------- |
| 1     | Hayot Ha Kodesh | Animali Santi      | Metatron   | Keter    |
| 2     | Ophanim         | Ruote              | Raziel     | Chokmah  |
| 3     | Erelim          | Troni              | Tzaphkiel  | Binah    |
| 4     | Hashmallim      | Gli Elettrici      | Tzadkiel   | Chesed   |
| 5     | Seraphim        | Gli Ardenti        | Khamael    | Gevurah  |
| 6     | Malakhim        | Messaggeri, angeli | Raffaele   | Tipheret |
| 7     | Elohim          | Dei                | Haniel     | Netzach  |
| 8     | Bene Elohim     | Figli divini       | Michele    | Hod      |
| 9     | Cherubini       | I Forti            | Gabriele   | Yesod    |
| 10    | Ishim           | Persone            | Sandalphon | Malkuth  |